# Ungerns kommunistiska parti
Ungerns kommunistiska parti (ungerska: Kommunisták Magyarországi Pártja) var ett kommunistiskt parti i Ungern mellan 1918 och 1948. Partiet grundades av Béla Kun den 24 november 1918 och var den ledande kraften bakom den revolution som ledde till skapandet av den Ungerska rådsrepubliken den 21 mars 1919. Partiet satt vid makten fram till början av augusti samma år då landet invaderades av kontrarevolutionära rumänska och tjeckiska trupper, vilket ledde till rådsrepublikens sammanbrott och monarkins återinförande. Under mellankrigstiden var partiet förbjudet och verkade i det tysta men under andra världskriget ökade partiet i popularitet och växte fram som en av de ledande aktörerna i motståndet mot Miklós Horthys diktatur och mot Ungerns deltagande i kriget. Under åren efter krigsslutet kunde partiet med Sovjetunionens stöd successivt ta makten i landet. 1948 omorganiserades partiet och blev Ungerska arbetarpartiet efter en sammanslagning med Ungerns socialdemokratiska parti och från 1949 styrde det nya partiet Ungern som en folkrepublik.

## Kända partimedlemmar
- Béla Kun
- József Pogány
- Georg Lukács
- Tibor Szamuely
- Mátyás Rákosi
- Ernő Gerő
- János Kádár
- Imre Nagy
- Sándor Kopácsi
- Gábor Péter

### Fotnoter
1. ↑  ”Interwar Hungary” (på engelska). Sam Houstons delstatsuniversitet. 25 februari 1989. Arkiverad från originalet den 21 mars 2016. https://web.archive.org/web/20160321114809/http://www.shsu.edu/~his_ncp/Hungary1.html. Läst 1 december 2015.